# Hippocampus mohnikei
Hippocampus mohnikei är en fiskart som beskrevs av Pieter Bleeker 1853. Hippocampus mohnikei ingår i släktet Hippocampus och familjen kantnålsfiskar. IUCN kategoriserar arten globalt som otillräckligt studerad. Inga underarter finns listade i Catalogue of Life.